# Jesper Strömblad
Jesper Strömblad, švedski kitarist, * 28. november 1972, Göteborg, Švedska.
Je glavni kitarist in soustanovitelj švedske melodične death metal skupine In Flames. Je tudi basist v Dimension Zero, skupini kjer igrajo podobno zvrst glasbe. Drugi stranski projekt je skupina All Ends, v kateri igra kitaro skupaj z Björnom Gelottom in dvema vokalistkama. Njegove prejšnje skupine so Ceremonial Oath, HammerFall, Sinergy in Poltergeist.
Je edini član skupine In Flames, ki je v njej že od samega začetka. Od nekdaj je bil glavni ustvarjalec melodij za njihove pesmi, solistične vložke pa je prepuščal sočlanu Björnu. Jesper trenutno uporablja kitaro LTD EX 400BD in ojačevalec Peavey 5150, uporabljal pa je tudi kitare Gibson Voodoo (V in Explorer), ESP custom Explorer ter ESP Eclipse.